# G-Shirt
G-Shirt is een Engelstalige single van de Belgische band De Bossen uit 1997.
De single bevatte geen andere nummers.
Het nummer verscheen op het album The Girl Collection.

## Meewerkende artiesten
- Muzikanten:
  - Inneke23 (zang, basgitaar & backing vocals )
  - Lara Wolfsmelk (drums, zang)
  - Wim De Beuckelaer (gitaar, backing vocals, zang)